# Team 3M/Saison 2015
Dieser Artikel listet Erfolge und Fahrer des Radsportteams 3M in der Saison 2015 auf.

## Erfolge in der UCI Europe Tour
| Datum    | Rennen                      | Kat. | Sieger               |
| -------- | --------------------------- | ---- | -------------------- |
| 15. März | Omloop van het Waasland     | 1.2  | Geert van der Weijst |
| 27. März | 4. Etappe Tour de Normandie | 2.2  | Nicolas Vereecken    |

## Abgänge – Zugänge
| Zugänge              | Team 2014                    | Abgänge                     | Team 2015                     |
| -------------------- | ---------------------------- | --------------------------- | ----------------------------- |
| Jake Tanner          | Christina Watches-Kuma       | Tom Devriendt               | Wanty-Groupe Gobert           |
| Fabrice Mels         | Cibel                        | Jens Vandenbogaerde         | An Post-Chain Reaction        |
| Geert van der Weijst | Cyclingteam Jo Piels         | Egidijus Juodvalkis         | Colba-Superano Ham            |
| Elliott Porter       | Rapha Condor JLT             | Gerry Druyts                | Vastgoedservice-Golden Palace |
| Jack Sadler          | Rapha Condor JLT             | Timothy Stevens             | Vastgoedservice-Golden Palace |
| Connor McConvey      | Synergy Baku Cycling Project | Stef Van Zummeren           | Vérandas Willems              |
| Nicolas Vereecken    | Vérandas Willems             | Grégory Franckaert          | Profel-United Cycling Team    |
| Martijn Degreve      | Neoprofi                     | Joren Segers                | Profel-United Cycling Team    |
| Kevin Panhuyzen      | Neoprofi                     | Sebastiaan Pot              | Unbekannt                     |
| Dimitri Peyskens     | Neoprofi                     | Jens Schuermans             | Unbekannt                     |
|                      |                              | Kevin Van Hoovels           | Unbekannt                     |
|                      |                              | Jack Sadler (bis 16. April) | Unbekannt                     |

## Mannschaft
| Name                 | Geburtstag        | Nationalität           |
| -------------------- | ----------------- | ---------------------- |
| Gertjan De Vos       | 7. August 1991    | Belgien                |
| Martijn Degreve      | 14. April 1993    | Belgien                |
| Jimmy Janssens       | 30. Mai 1989      | Belgien                |
| Jaap de Man          | 28. März 1993     | Niederlande            |
| Connor McConvey      | 20. Juli 1988     | Irland                 |
| Fabrice Mels         | 17. August 1992   | Belgien                |
| Kevin Panhuyzen      | 24. Juni 1994     | Belgien                |
| Dimitri Peyskens     | 26. November 1991 | Belgien                |
| Elliott Porter       | 31. Dezember 1991 | Vereinigtes Königreich |
| Jack Sadler          | 25. Januar 1995   | Irland                 |
| Christophe Sleurs    | 25. Juni 1990     | Belgien                |
| Jake Tanner          | 6. November 1991  | Vereinigtes Königreich |
| Tim Vanspeybroeck    | 8. März 1991      | Belgien                |
| Nicolas Vereecken    | 21. Februar 1990  | Belgien                |
| Emiel Vermeulen      | 16. Februar 1993  | Belgien                |
| Michael Vingerling   | 28. Juni 1990     | Niederlande            |
| Geert van der Weijst | 6. April 1990     | Niederlande            |
| Dylan van Zijl       | 6. Dezember 1994  | Niederlande            |
| Melvin van Zijl      | 10. Dezember 1991 | Niederlande            |